# لوميني دي بريان

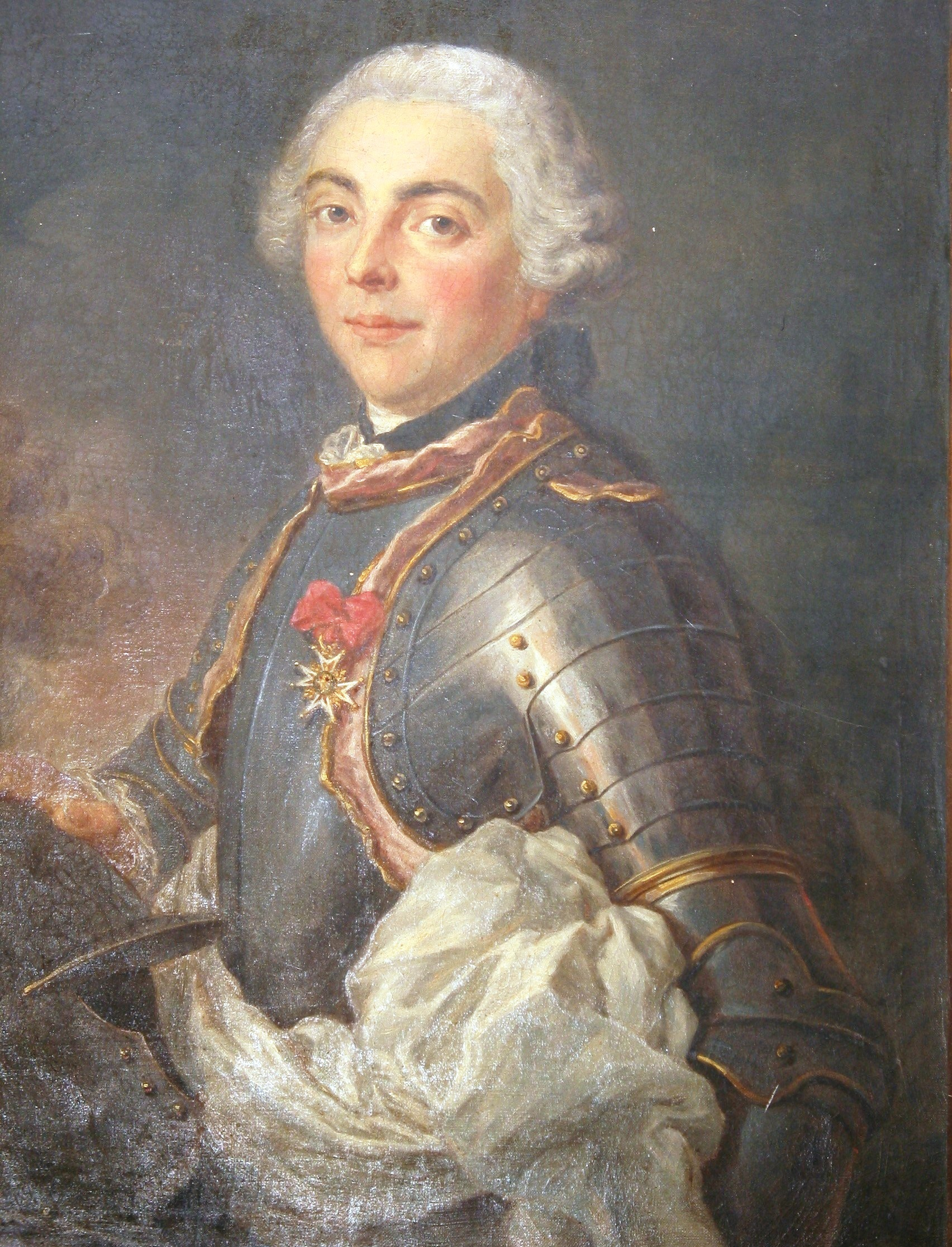
لوميني دي بريان، عقيد في كتيبة أرتوا (مجموعة خاصة).

لوي-ماري-أثناس دي لوميني دي بريين (بالفرنسية: Athanase Louis Marie de Loménie, comte de Brienne) (عاش 1730-1794) كان رجل دين كاثوليكي فرنسي وعسكري وسياسي ووزير الخزانة في عهد لويس السادس عشر في الفترة 1787-1788. وقد أعدم بالمقصلة في عهد الأرهاب في الثورة الفرنسية.
كان رئيساً لأساقفة تولوز، ولكنه كان حر الفكر حرية اشتهر بها حتى أن جماعة الفلاسفة رحبوا بتقلده السلطة. وقبل ست سنوات، حين زكى ليخلف كريستوف دبومون رئيساً لأساقفة العاصمة، أعترض لويس السادس عشر قائلاً «يجب على الأقل أن يكون لنا رئيس أساقفة لباريس مؤمن بالله»(21). وكان من أعظم ضرباته الموفقة وهو وزير للمالية أنه حصل على نقله لرآسة أساقفة سانس، وهو منصب أغنى كثيراً من منصب رئيس أساقفة تولوز. وقد أقنع الأعيان بالموافقة على خطته الرامية إلى جمع ثمانين مليوناً من الفرنكات، ولكن حين طلب إليهم الموافقة على ضريبة الأرض الجديدة عادوا يعتذرون بأنهم لا يملكون سلطة هذه الموافقة. فلما رأى لويس بأن الأعيان لن يزيدوا على ذلك أقاله في لطف (25 مايو 1787).
وقد حاول بريين تحقيق الوفور بطلبه الخفض في نفقات كل مصلحة حكومية، فقاومه رؤساء المصالح، ولم يؤيد الملك وزيره. وخفض لويس نفقات بيته بمليون فرنك، وأرتضت الملكة خفضاً كهذا (11 أغسطس) وقد أوتي بريين من الشجاعة ما جعله يرفض المطالب التي طالب بها البلاط، وأصدقاء الملكة، وأخ الملك. ومما يشرفه أنه استصدر من البرلمان الكاره (يناير 1788) وفي وجه مقاومة معظم زملائه الأساقفة المرسوم الملكي الذي بسط مظلة الحقوق المدنية على البروتستانت.
وكان من السوء طالعه أنه تقلد السلطة في فترة انتشر فيها انكماش اقتصادي استمر حتى الثورة، نتيجة لنقصان المحاصيل مراراً ولمنافسة الواردات البريطانية. وفي أغسطس 1787 تصايحت جماهير المشاغبين الجائعة في باريس بالنداءات الثورية وأحرقت الدمى التي مثلت بعض الوزراء. وكتب آرثر ينغ في 13 أكتوبر يقول «يبدو أن الناس جميعاً يشعرون بأن الأساقفة لن يستطيعوا تخليص الدولة من عبء موقفها الراهن... وأن شيئاً خارقاً للعادة سيقع، وأن إشهار الدولة لإفلاسها فكرة ليست بعيدة الذيوع إطلاقا»(2) ثم أضاف في اليوم السابع عشر «إن رأياً واحداً غلب على الجماعة كلها، وهو أنهم على شفا ثورة عظيمة في الحكومة... وغليان شديد في جميع صفوف الناس، الذين يتوقون إلى تغيير ما... وخميرة قوية من الحرية، تكبر كل ساعة منذ الثورة الأمريكية»(23).
وكانت الإصلاحات التي دعا كالون وبريان، وقبلها الملك، تنتظر تسجيل البرلمانات لها وإقرارها قانوناً للدولة، أبا برلمان باريس فقد وافق على إطلاق حرية تجارة الغلال وتحويل السخرة إلى مبلغ نقدي، ولكنه رفض التصديق على ضريبة دمغة. وفي 19 يوليو 1787 أرسل إلى لويس السادس عشر تصريحاً بأن «الأمة، ممثلة في مجلس الطبقات، هي وحدها صاحبة الحق في أن تمنح الملك الموارد التي قد تبين أنه لا غنى عنها»(24). ووافقت جماهير باريس على هذا الحكم، وفاتها أن مجلس الطبقات، كما هو معلوم إلى ذلك الحين في التاريخ الفرنسي، ليس إلا مؤسسة إقطاعية شديدة الانحياز إلى الطبقات المميزة. أما نبلاء السيف، الذين لم تغيب عنهم هذه الحقيقة، فقد وافقوا على التصريح، ومنذ ذلك الحين انضموا إلى البرلمان ونبلاء الرداء في هذا «التمرد النبيل» الذي مهد للثورة. وأما لويس فقد تردد في دعوة مجلس الطبقات أن ينهي المجلس استبدادية الملكية البوربونية بتأكيده للسلطات التشريعية.
وفي أغسطس 1787 قدم البرلمان مرسوماً بضريبة على جميع الأراضي في جميع الطبقات. فرفض البرلمان تسجيلها. فدعا لويس الأعضاء إلى مجلس قضائي أعلى «سرير عدالة» في فرساي، وأمرهم بالتسجيل، فلما عاد الأعضاء إلى باريس أعلنوا أن التسجيل باطل، وعادوا يطالبون بعقد مجلس الطبقات. فنفاهم الملك إلى ترويه (14 أغسطس) وثارت البرلمانات الإقليمية أحتجاجاً، واندلعت حوادث الشغب في باريس، وأذعن بريين والملك، فاستدعى البرلمان (24 سبتمبر) وسط مظاهر أبتهاج الشعب.

ثم جُدد الصراع حين رفض البرلمان التصديق على أقتراح بريين جمع قرض قدره 120.000.000 جنيه. ودعا الملك لعقد «جلسة ملكية» للبرلمان (11 نوفمبر 1787) قدم فيها وزراءه الحجج المؤيدة لتسجيل القانون. ولكن البرلمان أصر على الرفض، وصاح الدوق ورليان «مولاي، هذا غير قانوني!» وأجاب لويس في نوبة غضب طائشة على غير العادة «هذا لا يغير من الأمر شيئاً! أنه قانوني لأنني أريده»-وهكذا أكد مبدأ الحكم الاستبدادي في غير مواربة. ثم أمر بتسجيل المرسوم، فسجل، ولكنه ما أن غادر القاعة حتى ألغى البرلمان التسجيل. فلما سمع لويس بهذا نفى الدوق أورليان إلى فيليه كوتريه، وزج بأثنين من أعضاء البرلمان في الباستيل (20 نوفمبر). واحتجاجاً على هذين الأمرين وغيرهما من أوامر القبض دون محاكمة، بعث البرلمان إلى الملك (1 مارس 1788) «أعتراضات» أشتملت كلاماً سرّ النبلاء والعامة على السواء:
| لوميني دي بريان | "أن القوانين التعسفية تنتهك الحقوق التي لا يمكن انتزاعها... أن الملوك يحكمون إما بالقهر أو بالقانون... ولأمة تطلب من جلالته أعظم خير يمكن لأي ملك أن يعطيه لرعاياه-وهو الحرية"(25). | لوميني دي بريان |

ورأت الوزارة أن تهدئ ثائرة البرلمان بالإذعان لما طالب بع من نشر بيان بإيرادات الحكومة ومصروفاتها. فزاد هذا النشر الطين بله لأنه كشف عن عجز مقداره 160.000.000 جنيه. ورفض المصرفيون أن يقرضوا الدولة مزيداً من المال ما لم يصدق البرلمان على القرض، وأقسم البرلمان أنه لن يفعل. وفي 3 مايو 1788 أصدر «إعلاناً للحقوق» ذكر لويس السادس عشر وزراءه بأن فرنسا «ملكية يحكمها ملك، طبقاً للقوانين»، وأن على البرلمان ألا يتخطى عن حقه القديم في تسجيل المراسيم الملكية قبل أن تصبح قوانين. ثم عاود المطالبة بعقد مجلس الطبقات. وأمر الوزراء باعتقال عضوين من زعماء البرلمان هما دبمرنيل وجوابلار (4 مايو)، وتم هذا وسط فوضى وأضطراب في القاعة وأحتجاجات غاضبة في الشوارع. وفي 8 مايو أعلن بريين عزم الحكومة على إنشاء محاكم جديدة، ترأسها «محكمة مطلقة السلطة» يكون لها وحدها منذ الآن سلطة تسجيل المراسيم الملكية، أما البرلمانات فتقصر سلطتها على أداء الوظائف القضائية البحتة، ثم يصلح هيكل القانون الفرنسي بجملته. ومنح برلمان باريس أثناء ذلك «أجازة»-أي أنه من الناحية الفعلية أوقف عمله.
وعليه لجأ البرلمان إلى النبلاء، والأكليروس، والبرلمانات الإقليمية، فخف الجميع لتأييده.وأرسل الأدواق والأشراف إلى الملك أحتجاجات على إلغاء حقوق البرلمان التقليدية. وأدان مؤتمر للإكليروس (15 يونيو) «المحكمة المطلقة السلطة» الجديدة، وخفض «منحته» من أثني عشر مليون جنيه في المتوسط إلى 1.800.000، ورفض أي معونة أخرى حتى يعاد البرلمان (26). ثم شقت البرلمانات الواحد تلو الآخر عصا الطاعة على الملك. وأعلن برلمان بو (عاصمة بيارن) أنه لن يسجل مراسيم رفضها برلمان باريس؛ وحين هددت الحكومة أعضاءه باستعمال القوة تسلح الشعب ليحميهم. أما برلمان روان (عاصمة نورمندي) فقد شهر بوزراء الملك بأعتبارهم خونة، وحرم من حماية القانون كل الأشخاص الذين يستخدمون المحاكم الجديدة. وأصدر برلمان رين (عاصمة برنتي) قوانين مماثلة، فلما أرسلت الحكومة الجند لفضه تصدى لهم موظفو النبلاء المحليون المسلحون (27). وحين أذاع الحاكم العسكري في جرينويل (عاصمة الدوفنيه) مرسوماً ملكياً بحل البرلمان المحلي، هبت جماهير المدينة التي عززها الفلاحون الذين دعاهم ناقوس الخطر، فقذفت الجند الكارهين لمهمتهم ببلاط من الأسطح، وأكرهت المحاكم على سحب مرسوم الملك (7 يونيو 1787، «يوم البلاط») وإلا شنقوه على ثريا ردهته. ولكن القضاة أمتثلوا لأمر ملكي بنفيهم.
ولقد صنع مجتمع غرونوبل التاريخ بانتقاضه هذا. وصمم النبلاء الأكليروس والعامة على إعادة مجلس الطبقات الدوفينية ليلتئم في 21 يوليو ولما كانت الطبقة الثالثة قد قادت النصر في «يوم البلاط» فقد منحت تمثيلاً مكافئاً لتمثيل الطبقتين الأخيرين مجتمعتين، وأتفق على أن يكون التصويت في المجلس الجديد بالأفراد لا بالطبقات، وقد وضعت هذه الاتفاقات سوابق لعبت دوراً في تنظيم مجلس الطبقات القومي. فلما حظر على المجلس طبقات الدوفنيه أن يجتمع في غرونوبل، أجتمع في فيزيل على بضعة أميال، وهناك، بقيادة محام شاب يدعى جان-جوزيف مونييه، وخطيب شاب يدعى أنطوان بارناف، وضع النواب الخمسمائة قرارات (أغسطس 1788) أيدت حقوق البرلمانات في التسجيل، وطالبت بإلغاء أوامر القبض الملكية، ودعت إلى عقد مجلس لطبقات الأمة، وتعهدت بعدم الموافقة إطلاقاً على ضرائب جديدة ما لم يصدق عليها مجلس الطبقات. هنا كانت إحدى بدايات الثورة الفرنسية: فإن إقليماً بأسره تحدى الملك، وطالب في واقع الأمر بملكية دستورية.

وأستسلم الملك بعد أن قهره هذا التمرد الذي شمل الأمة كلها تقريباً على السلطة الملكية، فقرر أن يدعو مجلس الطبقات، ولما كان آخر اجتماع لهذه الهيئة قد أنقضى عليه 174 عاماً، ولما كان نمو الطبقة الثالثة قد أستحال معه إتباع الإجراءات القديمة، فقد أصدر لويس السادس عشر (5 يوليو 1788) نداء غير عادي على أنه أمر من أوامر مجلس الملك:
| لوميني دي بريان | "سيحاول جلالته العمل بما يقرب من الإجراءات القديمة، ولكن إذا لم يتيسر التحقق من هذه الإجراءات فإنه يريد أن يسد الثغرة بالتأكد من مشيئة رعاياه... وعليه فقد قرر الملك أن يأمر بإجراء كل البحوث الممكنة الخاصة بالأمور سالفة الذكر في جميع محفوظات كل إقليم، وأن تبلغ نتائج هذه البحوث إلى مجالس الطبقات الإقليمية ومؤتمراتها،... التي بدورها تبلغ جلالته برغباتها... ويدعو جلالته جميع الدارسين والأشخاص المتعلمين في مملكته.. أن يوافوا حامل الأختام بجميع المعلومات والمذكرات المتصلة بالشئون التي يتضمنها هذا المرسوم"(28). | لوميني دي بريان |

وفي 8 أغسطس دعا لويس طبقات فرنسا الثلاث أن توفد مندوبين إلى دورة لمجلس الطبقات تجتمع بفرساي في أول مايو 1789. ثم عطل في اليوم ذاته «المحكمة المطلقة السلطة» التي ما طواها التاريخ في زوايا النسيان. وفي 16 أغسطس أعترفت الحكومة بإفلاسها في الواقع، إذ أعلنت أن التزامات الدولة أبتداء من 31 ديسمبر 1789 لن تدفع كلها عملة بل يدفع بعضها ورقاً على المواطنين جميعاً أن يقبلوه عملة قانونية. وفي 25 أغسطس أستقال بريين محمل بالرضا والثراء في الوقت الذي أحرقت فيه جماهير باريس دمية تصوره. ثم اعتكف في سانس، وهناك أعدم في 1794.